# Hồ Liệt
Hồ Liệt (chữ Hán: 胡烈, ? – 270), tên tự là Huyền Vũ , người huyện Lâm Kính, quận An Định , là tướng cuối đời Tào Ngụy thời Tam Quốc, đầu đời Tây Tấn trong lịch sử Trung Quốc.

## Cuộc đời và sự nghiệp
Hồ Liệt là con của Âm Mật hầu Hồ Tuân, em của Dương Hạ hầu Hồ Phấn - các tướng phục vụ nhà Tào Ngụy.
Không rõ thiếu thời của Liệt, chỉ biết ông làm tướng theo Chung Hội đánh Thục Hán trong khoảng thời gian từ cuối năm 262 đến 264. Khi Hội nổi lên chống lại Tư Mã Chiêu, giam lỏng các tướng, con Liệt là Hồ Uyên đã đi đầu sĩ tốt, đánh giết Hội .
Tháng 10 ÂL năm 268 thời Tấn Vũ Đế (con Tư Mã Chiêu), Liệt đang giữ chức Kinh Châu thứ sử, đánh bại tướng Đông Ngô là Vạn Úc xâm phạm Tương Dương.
Năm 270, Liệt đang ở chức Tần Châu thứ sử, bị nghĩa quân người Tiên Ti dưới sự lãnh đạo của thủ lĩnh Thốc Phát Thụ Cơ Năng bao vây ở Vạn Hộc Đôi. Liệt ra sức chiến đấu, nhưng không có viện binh. Ngày 4/6 ÂL (9/7), Hồ Liệt tử trận .